# 凯特·约翰逊
凯特·约翰逊（英語：Kate Johnson，1978年12月18日—），美国女子赛艇运动员。她曾代表美国参加2004年夏季奥林匹克运动会赛艇比赛，获得女子八人单桨有舵手银牌。